# Bahnradsport-Weltmeisterschaften 1958
Die Bahnradsport-Weltmeisterschaften 1958 fanden vom 2. bis 7. September 1958 auf der Radrennbahn im „Prinzenparkstadion“ von Paris statt. Es waren die ersten Bahn-Weltmeisterschaften, an denen auch Frauen teilnahmen; sie bestritten die beiden Disziplinen Sprint und Einerverfolgung. In Paris standen insgesamt sieben Entscheidungen auf dem Programm, fünf für Männer und zwei für Frauen. Separat war vom 5. bis 10. August 1958 zum ersten Mal nach 1914 eine Amateur-Weltmeisterschaft der Steher ausgetragen worden, hauptsächlich auf Drängen der DDR. Diese fand in Leipzig auf der Alfred-Rosch-Kampfbahn statt.
Im Vorfeld und auch danach wurde kritisiert, dass der französische Radsportverband auf Paris als Austragungsort für eine WM beharrt hatte: „Schließlich hat Frankreich so ausgezeichnete Velodroms wie etwa in Bordeaux, Lyon und vielen anderen Städten.“ Der Journalist der Zeitschrift Radsport, Sigmund Durst, argwöhnte, dass es den Delegierten des Weltradsportverbandes Union Cycliste Internationale mehr um das größere Vergnügen in Paris gehe, das „keine andere französische Provinzstadt auch nur annähernd präsentieren könne.“
Beklagt wurde zudem die schlechte Organisation. So waren nicht Kommissäre eingesetzt, die über das Jahr Bahnrennen verfolgten, sondern welche, die nur einmal jährlich, nämlich bei Weltmeisterschaften, zum Zuge kamen: „Dann durfte man sich nicht wundern, daß die fachlichen Voraussetzungen und die Routine fehlten.“
Am Finaltag verfolgten 35 000 Zuschauer die Wettkämpfe, an den übrigen Abenden kamen wesentlich weniger Besucher in das Stadion.
Sigmund Durst, Berichterstatter der Radsport, resümierte nach dieser ersten WM mit weiblicher Beteiligung:

“Über das Experiment sogenannter Frauen-Radweltmeisterschaften sich zu verlieren, möge man uns ersparen. Sportverbände, die ernst genommen werden wollten, müssen sich in dieser Frage entscheiden, welche Sportarten in ihrer Eigenart für eine Frau geeignet sind. Frauen mögen Radrennen fahren – dagegen wenden wir uns nicht. Aber bei Weltmeisterschaften, bei denen zu kämpfen die besten Talente dieser Sportart gerade noch gut sind, haben die Frauen nichts zu suchen.”

## Resultate

### Frauen
| Disziplin                | Platz | Land                   | Athlet              |
| ------------------------ | ----- | ---------------------- | ------------------- |
| Sprint                   | 1     | Sowjetunion            | Galina Jermolajewa  |
|                          | 2     | Sowjetunion            | Walentina Pantilowa |
|                          | 3     | Vereinigtes Königreich | Jeanne Dunn         |
| Einerverfolgung (3000 m) | 1     | Sowjetunion            | Ljubow Kotschetowa  |
|                          | 2     | Vereinigtes Königreich | Stella Bail         |
|                          | 3     | Vereinigtes Königreich | Kathleen Ray        |

### Männer (Profis)
| Disziplin                | Platz | Land        | Athlet                                   |
| ------------------------ | ----- | ----------- | ---------------------------------------- |
| Sprint                   | 1     | Frankreich  | Michel Rousseau                          |
|                          | 2     | Italien     | Enzo Sacchi                              |
|                          | 3     | Italien     | Antonio Maspes                           |
| Einerverfolgung (5000 m) | 1     | Frankreich  | Roger Rivière                            |
|                          | 2     | Italien     | Leandro Faggin                           |
|                          | 3     | Italien     | Franco Gandini                           |
| Steherrennen (100 km)    | 1     | Schweiz     | Walter Bucher/Georges Grolimund          |
|                          | 2     | Spanien     | Guillermo Timoner/Felicien Van Ingelghem |
|                          | 3     | Niederlande | Wout Wagtmans/Albertus de Graaf          |

### Männer (Amateure)
| Disziplin                | Platz | Land                            | Athlet                                 |
| ------------------------ | ----- | ------------------------------- | -------------------------------------- |
| Sprint                   | 1     | Italien                         | Valentino Gasparella                   |
|                          | 2     | Italien                         | Sante Gaiardoni                        |
|                          | 3     | Australien                      | Dick Ploog                             |
| Einerverfolgung (4000 m) | 1     | Vereinigtes Königreich          | Norman Sheil                           |
|                          | 2     | Frankreich                      | Philippe Gaudrillet                    |
|                          | 3     | Italien                         | Carlo Simonigh                         |
| Steherrennen (1 Stunde)  | 1     | Deutsche Demokratische Republik | Lothar Meister I/Horst Aurich          |
|                          | 2     | Deutsche Demokratische Republik | Heinz Wahl/Herbert Schondorf           |
|                          | 3     | Niederlande                     | Arie van Houwelingen/Johannes van Rooy |